# Peter-Carl Ott
Pour les articles homonymes, voir Ott.
Peter Karl Ott von Bátorkéz est un officier général hongrois au service de la monarchie des Habsbourg, né  le 12 juin 1738 à Esztergom en Hongrie et mort le 10 mai 1809 à Buda, dans cette même région. Entré dans l'armée autrichienne comme enseigne à l'âge de 19 ans, il participe à plusieurs conflits de la seconde moitié du XVIIIe siècle qui l'oppose aux Prussiens et aux Turcs.
Pendant les guerres de la Révolution française, il est nommé général et fait campagne à deux reprises en Italie face à Napoléon Bonaparte. Il joue notamment un rôle important lors de la campagne de Marengo en 1800, au cours de laquelle il est battu par le général Lannes à Montebello. Il termine sa carrière en tant que propriétaire d'un régiment de hussards autrichiens de 1801 jusqu'à sa mort, en 1809.

## Biographie

### Du cadet au colonel (1738-1791)

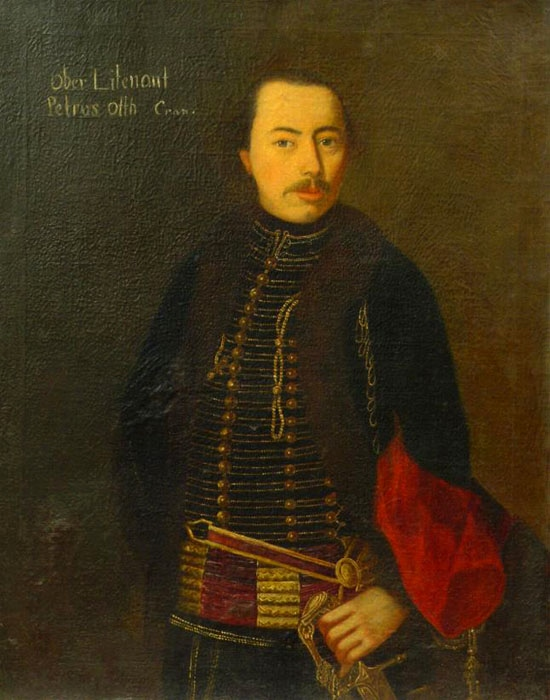
Peter-Carl Ott, alors lieutenant du régiment de hussards Kálnoky.

Peter-Carl Ott naît le 12 juin 1738 à Esztergom en Hongrie. Il est le fils d'un capitaine (Rittmeister) du régiment de cuirassiers Seherr. Le 1er mai 1755, il intègre l'académie des ingénieurs où il étudie pendant deux ans. À sa sortie le 2 avril 1757, il est affecté en tant que Fähnrich (enseigne) au régiment d'infanterie no 57 Andlau. Pendant la guerre de Sept Ans, le jeune officier prend part à la bataille de Landshut, puis à celle de Liegnitz au cours de laquelle il est blessé. Ott est par la suite transféré au régiment de hussards no 2 Kálnoky en qualité de major, et c'est avec cette unité qu'il participe à la guerre de Succession de Bavière.
Servant toujours au sein des hussards Kálnoky avec le grade d'Oberstleutnant, lui et ses cavaliers sont impliqués dans plusieurs combats de la guerre austro-turque, de 1787 à 1791. Le 19 juin 1788, à Valje Muliere, il tient tête à 2 000 soldats turcs et leur inflige une sévère défaite, exploit dont il est récompensé par le grade d'Oberst (colonel). Un an plus tard, le 26 juin, il fait une nouvelle fois montre de ses talents en s'emparant de la ville de Calafat, en Valachie. Décoré de la croix de chevalier de l'ordre militaire de Marie-Thérèse à la suite de cette affaire le 19 décembre 1790, il est également titré Freiherr le 16 mai 1791.

### Premières campagnes contre les armées françaises (1793-1797)
En 1793, Ott est envoyé à l'armée du Haut-Rhin. Il se distingue une première fois à Offenbach le 17 mai, où il saisit quatre canons et plusieurs caissons de munitions, ainsi qu'aux affaires de Schaid et de Brumath. Il est promu général-major le 1er janvier 1794 et continue à servir sur le Rhin pendant deux ans.
En 1796, Ott est transféré en Italie face à l'armée française du général Napoléon Bonaparte. Au cours des opérations connues sous le nom de bataille de Lonato, il commande l'une des quatre brigades placées sous les ordres du Feldmarschall-Leutnant Quasdanovich. Le 29 juillet, il défait une brigade française non loin de Salò et remonte le cours du Chiese en direction du sud. Il s'empare de Lonato le 31 juillet mais en est rapidement délogé par des forces françaises plus importantes aux ordres des généraux Despinoy et Dallemagne. Le 3 août, sa brigade à présent renforcée tient en échec les attaques françaises à proximité des villages de Paitone et de Gavardo. Les combats tournent néanmoins au désavantage des Autrichiens dans le secteur de Lonato et de Salò, forçant Quasdanovich à battre en retraite.
Après la défaite du maréchal Wurmser à la bataille de Bassano le 8 septembre, Ott mène avec talent l'avant-garde autrichienne pendant la fuite de Wurmser vers Mantoue. À Cerea, le 11 septembre, il résiste aux assauts d'une colonne française suffisamment longtemps pour permettre à Wurmser d'arriver et de remporter la victoire. Le jour suivant, il tend une embuscade à la 12e demi-brigade légère, tuant son commandant, le général Charton, et capturant 400 hommes. Au cours de la bataille de La Favorite le 15 septembre, il dirige l'aile gauche autrichienne avec laquelle il se replie en dernier. Réfugié dans la forteresse de Mantoue, il tente une sortie sur Governolo le 23 septembre mais est repoussé avec de lourdes pertes. Il est fait prisonnier avec le reste de la garnison lors de la reddition de la place au mois de février 1797 ; le 1er mars, l'empereur François II l'élève au grade de feld-maréchal-lieutenant.

### Seconde campagne d'Italie
Ott participe à la reconquête de l'Italie pendant l'année 1799, cette fois sous les ordres de Kray et du général russe Souvorov. Durant cette période, il est à la tête d'une division lors de la prise de Brescia le 21 avril, ainsi qu'à la bataille de Cassano le 27 et à la bataille de la Trebbia du 17 au 20 juin. Il concourt également à la victoire de Novi le 15 août. En récompense de ses services, il est fait commandeur de l'ordre de Marie-Thérèse le 13 octobre 1799.
Lors de la reprise des hostilités en 1800, l'armée autrichienne du maréchal Melas contraint le général Masséna à s'enfermer dans Gênes avec ses troupes. Ott se voit confier la direction du siège : il affronte Soult à trois reprises entre le 6 avril et le 13 mai, le bat en deux rencontres et réussit finalement à le faire prisonnier. Sommé d'abandonner les opérations le 2 juin, il décide de désobéir et reste sous les murs de la place. Quelques heures plus tard, Masséna entre en négociations et se rend formellement à Ott le 4 juin. Le 9, à l'issue d'un combat acharné, ce dernier perd la bataille de Montebello face aux Français du général Lannes. Au début de l'action, alors que le chef d'état-major de Melas, le général Zach, lui déconseille de livrer bataille, il réplique : « mes avant-postes sont attaqués. Je marche à leur secours ». Ses pertes s'élèvent à 4 300 tués, blessés ou prisonniers.
Le 14 juin, Ott est aux commandes de l'aile gauche autrichienne lors de la bataille de Marengo. En raison de l'encombrement des ponts sur la Bormida, ses troupes tardent à se déployer. Cependant, une fois son attaque lancée vers midi, le général parvient à rompre l'aile droite française qu'il force à se replier sur Marengo. Vers la fin de la bataille, tandis que l'arrivée de renforts permet aux Français de mettre en déroute l'armée principale, Ott parvient à se retirer en bon ordre et échappe à la destruction.

### Dernières années
Quelques semaines après Marengo, Ott se retire avec pension le 6 septembre 1800. En 1801, il devient propriétaire du régiment de hussards no 5 et occupe diverses fonctions auprès de la milice insurrectionnelle hongroise. Il meurt à Buda le 10 mai 1809, sans avoir exercé de nouveau un commandement actif.